# Plaza de toros de Tudela de Duero
Situada en la provincia de Valladolid, la plaza de toros de Tudela de Duero está catalogada como de tercera categoría El municipio, situado a 16 kilómetros de Valladolid, cuenta con cerca de 9.000 habitantes.

## Historia
En el año 2011 celebró el coso tudelano su 40 aniversario, cuatro décadas albergando gran variedad de festejos taurinos, desde corridas de toros y novilladas, a becerradas y concursos de cortes y capeas.
El cartel de celebración de este aniversario anunció a los diestros David Luguillano y Oscar Higares juntos con dos novilleros que lidiaron toros de Tierz.
La plaza fue promovida en su construcción por Frutos Aguado, y posteriormente su hijo, recogió el testigo gestionando el coso. Esta plaza de obra se levantó en 1971, con anterioridad a ella los festejos se celebraban en la plaza que se cerraba con carros y palos.
La inauguración contó con cartel netamente castellano leonés. Se anunciaron los diestros vallisoletanos Juan Carlos Castro “Luguillano Chico” y Roberto Domínguez, junto con el zamorano Pascual Mezquita. Se lidiaron reses de la ganadería charra de Puerto de San Lorenzo.

## Feria taurina
Los festejos taurinos se engloban en el marco de las Fiestas Patronales del municipio que se celebran entre el 14 y el 18 de agosto en torno a la festividad de la Virgen de la Asunción de Nuestra Señora. El conjunto de espectáculos taurinos suma desde desenjaule de las reses que se van a lidiar, a sueltas de vaquillas, pasando por encierros por las calles.